# جولیان دیکز
جولیان دیکز (انگلیسی: Julian Dicks؛ زادهٔ ۸ اوت ۱۹۶۸) یک بازیکن فوتبال، و گلف‌باز است.